# ITA 항공
이탈리아 항공운수(Italia Trasporto Aereo S.p.A.)는 2020년에 설립한 이탈리아의 국영 항공사다. 이전 국영 항공사인 알리탈리아를 승계하기 위해 이탈리아 정부가 설립한 항공사로, 약어인 ITA 항공(이탈리아어: ITA Airways)의 이름으로 주로 불린다.
로마 레오나르도 다 빈치 국제공항을 허브 공항으로 사용하고 있다. 밀라노에서는 리나테 공항을 거점 공항으로 활용하고 있으며, 밀라노 말펜사 공항은 거점으로 이용하지 않는다.

## 역사
2020년 10월 10일, 이탈리아 정부는 기존 국영 항공사인 알리탈리아를 대체, 승계하기 위한 새로운 국영 항공사 설립을 추진하였고 10월 28일, 새로운 국영 항공사를 이탈리아 항공운수(이탈리아어: Italia Trasporto Aereo S.p.A.)로 명명하기로 결정하였다. 이탈리아 항공운수는 10억 유로(약 1조 3,800억 원)을 통해 알리탈리아의 항공기 45대, 직원 약 4,500명을 승계할 예정이며 기존 알리탈리아의 항공사 코드인 AZ도 승계한다.
유럽연합은 이번 새로운 국영항공사 설립을 승인하였고 알리탈리아와 더불어 자회사인 알리탈리아 시티라이너의 브랜드와 항공기, 노선 등을 단계적으로 인수할 계획이다. 또한 알리탈리아 항공이 보유 중인 에어버스 A330-200을 인수하여 첫 운항에 투입할 계획이다.
2021년 8월 26일, 공식 사이트를 개설하며 항공권 판매를 시작하였고 8월 27일에는 미국 교통부에 국외 항공사 취항인가서를 신청하였는데 인가서 내용에는 이탈리아 항공운수는 2021년 뉴욕, 마이애미, 보스턴 취항을 시작으로 2022년, 로스앤젤레스, 워싱턴 D.C.를 취항, 2023년에는 샌프란시스코, 시카고 노선을 단계적으로 취항한다는 내용이 포함되어 있다. 또한 알리탈리아의 브랜드 인수에도 참여할 계획이다. 10월 29일, 운영을 승계받음에 따라 알리탈리아가 속하였던 항공 동맹체인 스카이팀에 가입하였다.
2025년에는 루프트한자가 ITA 항공의 지분 41%를 인수했다., 이에 따라 2월 3일, 스카이팀과 스카이팀 카고의 정회원을 공식 종료하였다.

## 운항 노선
- 2021년 10월 기준으로 이탈리아 항공운수는 다음과 같은 노선을 운항하고 있다.

### 코드쉐어 협정
- ITA 항공은 다음의 항공사와 코드셰어를 시행 중이다.[16]

| - KLM (스카이팀) - TAP 포르투갈 항공 (스타얼라이언스) - TAROM (스카이팀) - 대한항공 (스카이팀 - 2025년 10월 25일 종료) - 델타 항공 (스카이팀) - 로얄 에어 모로코 (원월드) - 로얄 요르단 항공 (원월드) - 룩스에어 - 베트남 항공 (스카이팀) - 불가리아 항공 | - 사우디아라비아 항공 (스카이팀) - 샤먼 항공 (스카이팀) - 아르헨티나 항공 (스카이팀) - 아줄 브라질 항공 - 에어 몰타 - 에어 발틱 - 에어 세르비아 - 에어 유로파 (스카이팀) - 에어 코르시카 - 에어 프랑스 (스카이팀) | - 에티오피아 항공 (스타 얼라이언스) - 에티하드 항공 - 중국남방항공 - 중동항공 (스카이팀) - 중화항공 (스카이팀) - 케냐 항공 (스카이팀) - 쿠웨이트 항공 - 페가수스 항공 |  |

## 보유 기종
- 2024년 3월 기준으로 이탈리아 항공운수는 다음과 같은 기종을 보유하고 있다.[30]

### 항공기 도입계획
ITA 항공은 알리탈리아의 브랜드와 노선권을 인수받음과 함께 항공기도 이전받게 되나, 신형 항공기 역시 도입할 계획이다. 이에 2021년 9월, ITA 항공은 에어버스 A220 7대, 에어버스 A320neo 패밀리 11대, 에어버스 A330neo 10대 도입을 추진 중으로 2022년 도입을 목표로 하고 있으며 ITA 항공은 항공기 규모를 2025년까지 105대로 확대할 계획이다.

## 같이 보기
- 알리탈리아